# Miaoulis (L91)
Miaoulis (L91) (tiếng Hy Lạp: ΒΠ Μιαούλης) là một tàu khu trục hộ tống lớp Hunt Kiểu II của Hải quân Hoàng gia Hy Lạp. Nó nguyên được Hải quân Hoàng gia Anh chế tạo như là chiếc HMS Modbury và đặt lườn năm 1941, nhưng được chuyển cho Hy Lạp trước khi được hạ thủy năm 1942, rồi nhập biên chế như là chiếc Miaoulis vào ngày 25 tháng 11, 1942. Nó đã hoạt động thuần túy tại Mặt trận Địa Trung Hải trong suốt Chiến tranh Thế giới thứ hai, và tiếp tục hoạt động trong cuộc Nội chiến Hy Lạp. Nó được hoàn trả cho Anh năm 1959 và được tháo dỡ năm 1960.

## Thiết kế và chế tạo
Modbury được đặt hàng vào ngày 23 tháng 8, 1940 cho hãng Swan Hunter tại Wallsend-on-Tyne trong Chương trình Khẩn cấp Chiến tranh 1940 và được đặt lườn vào ngày 5 tháng 8, 1941. Tên nó được đặt theo rừng săn cáo Modbury tại South Hams, Devon, và là chiếc tàu chiến duy nhất của Hải quân Anh được đặt cái tên này. Nó được chuyển cho chính phủ Hy Lạp lưu vong vào ngày 24 tháng 3, 1942 trước khi được hạ thủy vào ngày 13 tháng 4, 1942 nhằm bù đắp tổn thất lớn về tàu chiến khi bị Đức xâm chiếm. Nó nhập biên chế cùng Hải quân Hoàng gia Hy Lạp vào ngày 25 tháng 11, 1942 như là chiếc Miaoulis, tên được đặt theo Đô đốc Andreas Miaoulis (1768-1835), người từng đảm nhiệm Tư lệnh Hải quân Hy Lạp trong cuộc Chiến tranh giành độc lập Hi Lạp. Nó là chiếc tàu chiến thứ hai của Hy Lạp mang cái tên này.

## Lịch sử hoạt động

### 1943
Sau khi hoàn tất chạy thử máy, Miaoulis chuyển đến Scapa Flow, nơi nó gia nhập Hạm đội Nhà và tiếp tục được trang bị hoàn thiện. Vào ngày 22 tháng 1, 1943, nó tham gia thành phần hộ tống cho Đoàn tàu KMS8 hướng sang Trung Đông và Đoàn tàu KMF8 hướng sang Địa Trung Hải; thành phần hộ tống bao gồm các tàu buôn tuần dương vũ trang Canton (F97) và Cililia (F54), các tàu khu trục Quadrant (G67) và Relentless (H85), tàu khu trục hộ tống chị em Adrias (L67) và tàu xà lúp Pháp Savorgnan de Brazza. Nó tách khỏi đoàn tàu vào ngày 30 tháng 1 và quay trở về Londonderry.
Vào ngày 10 tháng 2, Miaoulis tham gia thành phần hộ tống cho Đoàn tàu KMF9 đi Gibraltar, và sau khi đến nơi vào ngày 22 tháng 2 nó tách khỏi đoàn tàu để gia nhập Chi hạm đội Khu trục 5 trực thuộc Hạm đội Địa Trung Hải, đặt căn cứ tại Gibraltar và hoạt động tại khu vực Đông Địa Trung Hải. Thành phần chi hạm đội bao gồm những tàu chị em cùng lớp Hunt: Aldenham (L22), Beaufort (L14), Belvoir (L32), Croome (L62), Derwent (L83), Dulverton (L63), Haydon (L75), Holcombe (L56), Hursley (L84), Hurworth (L28), Rockwood (L39) và Tetcott (L99). Nó tham gia các hoạt động tuần tra, hộ tống vận tải và hỗ trợ các chiến dịch của lực lượng trên bộ tại Bắc Phi, và trong tháng 4 và tháng 5 đã tham gia phong tỏa khu vực Cape Bon, Tunisia ngăn chặn tàu bè đối phương triệt thoái lực lượng thuộc Quân đoàn Châu Phi của phe Trục khỏi Bắc Phi.
Miaoulis sau đó tham gia Chiến dịch Husky, cuộc đổ bộ của lực lượng Đồng Minh lên Sicily, Ý. Vào ngày 10 tháng 7, nó tham gia cuộc đổ bộ trong thành phần Lực lượng Hỗ trợ phía Đông, vốn còn bao gồm các tàu khu trục Hy Lạp Kanaris và Themistoklis. Sau khi chiến dịch kết thúc, trong tháng 8 nó quay trở lại nhiệm vụ hộ tống vận tải và tuần tra, đồng thời còn hỗ trợ các chiến dịch quân sự trên bộ tại Sicily và Ý. Sang tháng 9, nó cùng chi hạm đội được chuyển đến Alexandria, Ai Cập để tham gia các chiến dịch tại biển Aegean, bao gồm kế hoạch chiếm đóng quần đảo Dodecanese tại vùng biển Aegean.
Vào ngày 1 tháng 10, Miaoulis được bố trí cùng Aldenham và Themistoklis trong hoạt động tuần tra ngăn chặn, nhưng kế hoạch tấn công bị hủy bỏ vào ngày hôm sau. Đến ngày 4 tháng 10, nó lại cùng Aldenham và Rockwood lên đường đi Limassol ở bờ biển phía Nam đảo Cyprus, rồi sang ngày hôm sau đã cùng các tàu tuần dương hạng nhẹ Penelope (97) và Sirius (82) tấn công tàu bè đối phương xâm nhập. Đang khi tuần tra vào ngày 9 tháng 10, nó chịu đựng không kích bởi đối phương, rồi đến ngày 17 tháng 10, nó lại cùng Hursley ngăn chặn một đoàn tàu vận tải đối phương, khi một tàu vận tải bị đánh chìm và một chiếc khác bị hư hại nặng. Sang ngày 18 tháng 10, nó tham gia bắn phá vị trí đối phương trên đảo Kos; và trong các ngày 20 và 26 tháng 10 nó vận chuyển hàng tiếp liệu cho lực lượng trú đóng trên đảo Leros. Do hoạt động mà không có được sự hỗ trợ cần thiết của không quân, kế hoạch chiếm đóng bị thất bại; và Miaoulis tham gia một đợt đợt bắn phá cuối cùng xuống các đảo Kos và Rhodes rồi hộ tống cho việc triệt thoái lực lượng còn lại trở về Alexandria.

### 1944
Miaoulis tiếp tục cùng chi hạm đội hoạt động hộ tống vận tải và tuần tra tại khu vực Đông Địa Trung Hải cho đến tháng 7, 1944, khi nó cùng các tàu chiến Hy Lạp khác được chuyển sang Chi hạm đội Hy Lạp mới được thành lập. Nó tham gia các hoạt động nhằm tái chiếm các đảo trong biển Aegean, và giải phóng hoàn toàn Hy Lạp trong khuôn khổ Chiến dịch Manna vào tháng 10.

### 1945
Miaoulis tiếp tục hoạt động cùng Hải quân Hy Lạp trong vai trò hộ tống vận tải và hỗ trợ các hoạt động quân sự tại Hy Lạp cho đến khi chiến tranh kết thúc tại Châu Âu vào tháng 5, 1945. Nó tiếp tục được bố trí hoạt động tại vùng biển Hy Lạp, tham gia cuộc Nội chiến Hy Lạp, cho đến khi được hoàn trả cho Anh vào ngày 23 tháng 9 1960. Con tàu bị bán và tháo dỡ tại một xưởng tàu Hy Lạp vào ngày 19 tháng 7, 1961.